# Coopcostruttori
Coopcostruttori è una società cooperativa fondata ad Argenta ed operativa nel settore delle costruzioni edili, una delle più grandi tra le cooperative rosse, il quarto gruppo del Paese nel settore costruzioni (circa 2.500 dipendenti).

Fallita nel 2003 dopo un crac da oltre un miliardo di euro, il terzo per grandezza dopo Parmalat e Cirio, che inghiottì i soldi di oltre 10.000 creditori e oltre 80 milioni di risparmi dei soci raggirati. 137 milioni di fatture inevase e 63 milioni di cambiali accumulate nei confronti di migliaia di ditte, artigiani, fornitori; 80 milioni di euro i debiti dei 300 soci sovventori e prestatori.
Il Gruppo Coopcostruttori dal 2 luglio 2003 è sottoposto ad amministrazione straordinaria con la nomina di 3 commissari: avv. Franco La Gioia, dott. Renato Nigro, prof. Alberto Falini.

## Storia
Coopcostruttori nasce nel 1974, per volere del movimento cooperativo ferrarese rappresentato dal 1972 da Giulio Bellini, presidente della Federcoop di Ferrara  che divenne anche il primo Presidente della stessa  Coopcostruttori nel 1974 . "La Lega Delle Cooperative imposta , a livello nazionale una politica di ristrutturazione e di rafforzamento del movimento e lancia la parola d'ordine di procedere a ristrutturazioni, unificazioni , accorpamenti imprenditoriali. E' in quegli anni ('72-'73) che anche a Ferrara si inizia una politica di rafforzamento nel settore della produzione e lavoro. ..(..)  nel 1973 nell'argentano si arriva all'assemblea costitutiva della Coopcostruttori convocando le assemblee generali della Cooperativa "Terra e Lavoro" e della "Corticelli".Qualche mese dopo aderiscono anche la Cooperativa "Morandi" di Jolanda di Savoia e la "Fornaciai" di Cento. Il 18 Aprile 1974 nasce la Cooperativa unificata Costruttori dalle prime due e nel Settembre si aggiungono le altre due; Giulio Bellini è presidente della Federcoop e mantiene la presidenza che già aveva nella Cooperativa "Terra e Lavoro" , assumendo dunque anche quella della Coopcostruttori, quale elemento di sintesi unitaria nel processo di accorpamento ed unificazione......" (dal libro "Giulio Bellini Cooperatore" AA.VV ed.Consumatori anno 1998). Giulio Bellini rimase presidente fino al 1979 quando fu eletto Deputato alla Camera. Dal 1979 il Presidente della Coopcostruttori divenne Giovanni Donigaglia Negli anni  successivi l'azienda ha assorbito aziende e cooperative in crisi nel settore edile: dalla «Fornaci Molino» (laterizi) alla fabbrica di piastrelle di Comacchio «Ex nuova Cer.Fe» alla Felisatti alla «Progresso srl», alla Cei, altra grossa cooperativa di Ferrara (800 dipendenti) fallita poi nell'87.

Nel 2003 La Coopcostruttori scarl è un'impresa controllante altre quattro società  anch'esse attratte nella amministrazione straordinaria: la CIR COSTRUZIONI S.R.L., la SOC. IL PROGRESSO A R.L.; la HERA S.P.A. e la S.I.P.A. S.R.L..

Alla data di dichiarazione dello stato di insolvenza il gruppo Coopcostruttori era quindi costituito da 5 società (Coopcostruttori inclusa) che detenevano, a loro volta, partecipazioni in altri 46 consorzi e in 65 società consortili. Il gruppo occupava 2.510 dipendenti, dei quali n. 1.698 nel ramo edilizio, il quarto per grandezza in Italia.
Il Gruppo gsi presentava come un composito conglomerato formato da aziende operanti a magazzino, produttive peraltro in settori non omogenei (l'elettromeccanica, la ceramica e i laterizi) e aziende caratterizzate da un ciclo di lavorazione a commessa e attive nell'edilizia, con specializzazione nel settore dei grandi lavori.
Al momento del crac la componente edilizia aveva in attività 85 cantieri sparsi in tutta Italia nonché uno all'estero. Il valore della produzione del gruppo si era attestato a 429 milioni di euro nel 2002, mentre il portafoglio lavori stimato si elevava a circa 985 milioni.

## Attività dei commissari
Il passivo del gruppo era pari a circa 1 miliardo di euro, suddiviso tra oltre 10.000 creditori.
I tre commissari avv. Franco La Gioia, dott. Renato Nigro, prof. Alberto Falini, avevano ereditato una locomotiva lanciata a folle velocità che divorava una perdita tendenziale di oltre 10 milioni di euro mensili.

Ciò nonostante sono riusciti a gestire i diversi cantieri attivi e portare a compimento le commesse che si sono dimostrate possedere un accettabile grado di profittabilità o che presentassero almeno un conto economico tendente all'equilibrio, e quelle che giuridicamente non era più possibile cancellare. Parallelamente hanno individuato per la Coopcostruttori 7 rami d'azienda da cedere: Infrastrutture, Ambiente, Edilizia, Cercom, Fornaci, Molino, Felisatti, cui vanno aggiunti quelli di Cir Costruzioni, Soc. Il Progresso a r.l. ed Hera, per un totale di 10 rami di azienda o assimilabili che, con gare ad evidenza pubblica, sono stati ceduti trasferendo agli acquirenti gli obblighi di attuazione dei piani industriali e con essi del mantenimento dei livelli occupazionali. Si è così riuscito a salvaguardare la potenzialità del tessuto produttivo emiliano e a salvare i livelli occupazionali per circa 500 unità.

Nella successiva fase della procedura il recupero poste attive ha consentito la predisposizione di due piani di riparto parziali per un ammontare complessivo di 90 milioni di euro. 

I tre commissari straordinari del gruppo Coopcostruttori, con la collaborazione di tutti i dipendenti degli uffici di Argenta sono riusciti a non interrompere le attività e a portare a conclusione azioni tese al recupero degli attivi da destinare al pagamento dei creditori ridistibuendo risorse finanziarie per circa 250 milioni di euro e ristorando i creditori privilegiati soggetti privati, lavoratori dipendenti, professionisti, agenti, artigiani e coltivatori diretti. Con questo terzo riparto si è chiuso il pagamento ai privilegiati.

## Il processo
Il lungo processo ancora (2012) in corso è iniziato con la prima udienza a Ferrara il 29 marzo 2010.

14 imputati, oltre 200 testimoni citati, quasi 500 parti civili, un centinaio di avvocati (tra i nomi nuovi anche quello di Angelo Giarda già impegnato a Garlasco come difensore di Alberto Stasi) e due pubblici ministeri (Volta e Proto).

Le accuse per i quattro dirigenti dell'ex prima coop rossa italiana: Giovanni Donigaglia, Renzo Ricci Maccarini, Giorgio dal Pozzo, Beppino Verlicchi è di associazione per delinquere finalizzata alla bancarotta.

Di concorso in bancarotta devono invece rispondere i tre componenti del collegio sindacale (Mauro Angelini, Achille Calzolari, Sante Baldini), le società di revisione (Reconta nella persona di Carlo Colletti, Uniaudit nella persona di Giovanni Bragaglia e Ria nella persona di Luigi Cerioli); poi Valentino Ortolani come presidente del consiglio di amministrazione e i procuratori speciali Luca Mazzoni, Antonio Negretto e Gian Paolo Venturi.